# Criotocatantops irritans
Criotocatantops irritans är en insektsart som först beskrevs av Willy Adolf Theodor Ramme 1929.  Criotocatantops irritans ingår i släktet Criotocatantops och familjen gräshoppor. Inga underarter finns listade i Catalogue of Life.